# Tillandsia rectifolia
Tillandsia rectifolia är en gräsväxtart som beskrevs av C.A.Wiley och Werner Rauh. Tillandsia rectifolia ingår i släktet Tillandsia och familjen Bromeliaceae. Inga underarter finns listade i Catalogue of Life.